# Too Much (chanson de Zayn)
Pour les articles homonymes, voir Too Much.
Singles de Zayn Malik, Timbaland
Sour Diesel
(2018) Fingers
(2018)
Too Much est une chanson du chanteur anglais Zayn Malik en duo avec le rappeur américain Timbaland, sortie le 2 août 2018 sous le label RCA Records. 

## Sortie
Le rappeur Timbaland dévoile un extrait de la chanson en avril 2018, précisant qu'il collabore avec Malik. Fin juillet, Malik poste la pochette et le nom du single en révélant le jour de sortie. 

## Composition
Too Much est composée en Do majeur avec un rythme de 104 bpm. 